# Andrzej Sielańczyk
Andrzej Wiesław Sielańczyk (* 17. Dezember 1950 in Warschau) ist ein polnischer Politiker (UPR, SPR, SKL, PO, KNP, KKP, Konfederacja). Von 1991 bis 1993 gehörte er dem Sejm in dessen I. Wahlperiode an.

## Leben und Beruf
Sielańczyk studierte an der Schlesischen Medizinischen Akademie Katowice Medizin und schloss das Studium 1974 ab. Anschließend wurde er promoviert. Sein Spezialgebiet ist die Kardiologie.

## Politik
Bei der ersten vollständig freien Parlamentswahl 1991 wurde er als Kandidat der Unia Polityki Realnej (UPR) im Wahlkreis Katowice in den Sejm gewählt. Bei der Parlamentswahl 1993 kandidierte er ebenfalls in Katowice. Die Partei scheiterte jedoch mit 3,2 % der Stimmen an der neu eingeführten 5-%-Hürde. Mitte der 1990er Jahre trat er der Stronnictwo Polityki Realnej und anschließend der Stronnictwo Konserwatywno-Ludowe bei. Später engagierte er sich in der Platforma Obywatelska (PO), für die er bei der Parlamentswahl 2005 erfolglos im Wahlkreis Gliwice kandidierte. Im August 2014 wurde er Koordinator des Kongres Nowej Prawicy (KNP) in der Woiwodschaft Schlesien. Bei den Selbstverwaltungswahlen 2014 kandidierte er für die KNP zum Schlesischen Sejmik. Die Partei erreichte jedoch kein Mandat. Bei der Parlamentswahl 2023 kandidierte er als Mitglied der Konfederacja Korony Polskiej auf der Liste der Bündnispartei Konfederacja Wolność i Niepodległość.